# حمزه‌بیلی، لاله‌پاشا
حمزه‌بیلی، لاله‌پاشا (به ترکی استانبولی: Hamzabeyli) یک منطقهٔ مسکونی در ترکیه است که در لاله‌پاشا واقع شده‌است. حمزه‌بیلی ۲۳۹ نفر جمعیت دارد.